# Chemiepensionsfonds
Der Chemiepensionsfonds (Eigenschreibweise: ChemiePensionsfonds) ist eine Altersvorsorgeeinrichtung in der deutschen Chemieindustrie. Mittlerweile gehört der erste branchenweite Pensionsfonds Deutschlands zur R+V-Versicherungsgruppe und sitzt in Wiesbaden.

## Geschichte und Hintergrund
Pensionsfonds wurden 2002 nach einer Novelle des Versicherungsaufsichtsgesetzes als fünfter Durchführungsweg der betrieblichen Altersversorgung in Deutschland eingeführt. Bereits im September des Vorjahres hatten sich die IG Bergbau, Chemie, Energie und der Bundesarbeitgeberverband Chemie im Rahmen des Tarifabschlusses auf die Gründung eines Pensionsfonds im Zuge einer Neuregelung der Altersvorsorge für die knapp 600.000 betroffenen Beschäftigten geeinigt und diesbezügliche Verhandlungen „mit zwei Unternehmen“ angekündigt. Einen Monat später erhielt die Hypovereinsbank den Zuschlag, den ersten branchenweiten Pensionsfonds in Deutschland aufzulegen und zu managen, und setzte sich dabei unter anderem gegen ein Konsortium aus Allianz und Dresdner Bank durch. Im April 2002 erfolgte die Zulassung durch die Bundesanstalt für Finanzdienstleistungsaufsicht, kurze Zeit später folgte der vom Allianz-Dresdner-Konsortium angeleitete Pensionsfonds für die MetallRente.
Im Dezember 2007 kündigte die R+V-Versicherungsgruppe an, zum anstehenden Jahreswechsel beide Pensionsfonds der Hypovereinsbank zu übernehmen – neben dem ChemiePensionsfonds war dies der HVB Pensionsfonds –, die zu diesem Zeitpunkt über 40 Millionen Euro Prämie und mehr als 100 Millionen Euro Kapitalanlage verfügten. Zudem wurde die diesbezügliche Beratung übernommen. Die Tochter Pension Consult Beratungsgesellschaft ist weiterhin in München ansässig, während die Pensionsfonds an den Hauptfirmensitz der R+V nach Wiesbaden zogen. 
Im Oktober 2022 genehmigte die Bundesanstalt für Finanzdienstleistungsaufsicht (BaFin) erstmals ein auf einem Flächentarifvertrag basierendes Sozialpartnermodell gemäß Betriebsrentenstärkungsgesetz. Zu diesem Zeitpunkt waren die jährlichen Beitragseinnahmen auf zirka 90 Millionen Euro und die verwalteten Kapitalanlagen auf 1,1 Milliarden Euro angewachsen.